# Station Roszkowo Wągrowieckie
Station Roszkowo Wągrowieckie is een spoorwegstation in de Poolse plaats Roszkowo.